# Tony Dandrades
Tony Dandrades es un comunicador, periodista, presentador y actor dominicano. Actualmente se desempeña como corresponsal de entretenimiento del programa Primer Impacto de la cadena Univisión.

## Biografía
Tony Dandrades nació el 17 de junio de 1968, emigró a Puerto Rico donde realizó estudios de Comunicación en la Universidad Interamericana de Puerto Rico. Comenzó a trabajar en varias cadenas de radio y televisión de Puerto Rico hasta que logró conseguir una oportunidad de trabajo en una estación de radio en Miami,Florida. Posteriormente trabajó como presentador del clima en una filial de la cadena hispana Univisión donde ha realizado prácticamente toda su carrera profesional, actualmente se desempeña como corresponsal de entretenimiento para el programa Primer Impacto.